# Bath Iron Works

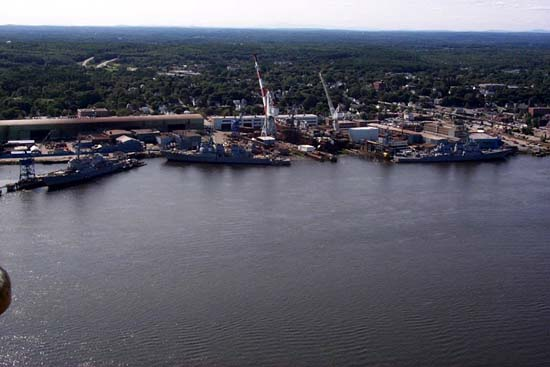
Een deel van de Bath Iron Works

Bath Iron Works (BIW) is een scheepswerf gevestigd aan de Kennebec in Bath (Maine). Sinds de oprichting in 1884 door Thomas W. Hyde heeft Bath Iron Works privéschepen, commerciële schepen en militaire schepen gebouwd. De grootste klant is historisch gezien de United States Navy waarvoor de scheepswerf slagschepen, fregatten, kruisers en torpedobootjagers ontworpen en gebouwd heeft. Onder de laatste valt de huidige Arleigh Burkeklasse, welke een van de meest geavanceerde oppervlakteschepen ter wereld zijn. BIW werd in 1995 door General Dynamics gekocht en is een van de grootste privéwerkgevers in Maine.

## Geschiedenis
Bath Iron Works werd opgericht in 1884 door Generaal Hyde, een inwoner van Bath die diende onder Generaal Philip Sheridan in de Amerikaanse Burgeroorlog. Na de oorlog had Hyde een kleine winkel gekocht welke windassen en andere ijzerwaren bouwde, wat gebruikt werd op de dekken van vele houten schepen gebouwd in de vele scheepswerven van Bath. Hyde breidde zijn zaak uit door het verbeteren van bestaande producten, nieuwe markten aanboren en soms door andere plaatselijke bedrijven over te nemen.
Tegen 1882 breidde Hyde Windlass uit met het oog op het nieuwe scheepsbouwen met schepen van staal, en op 28 februari 1890 kreeg de pas opgerichte Bath Iron Works het eerste contract voor de bouw van twee kanonneerboten voor de US Navy. De Machias, een van de 190 voets schepen, was het eerste schip dat tewatergelaten werd door het bedrijf. In 1892 kreeg de werf haar eerste contract voor een commercieel stalen schip, het passagiersschip City of Lowell van 2500 ton. In de jaren 1890 bouwde het bedrijf meerdere jachten voor rijke zeelieden.

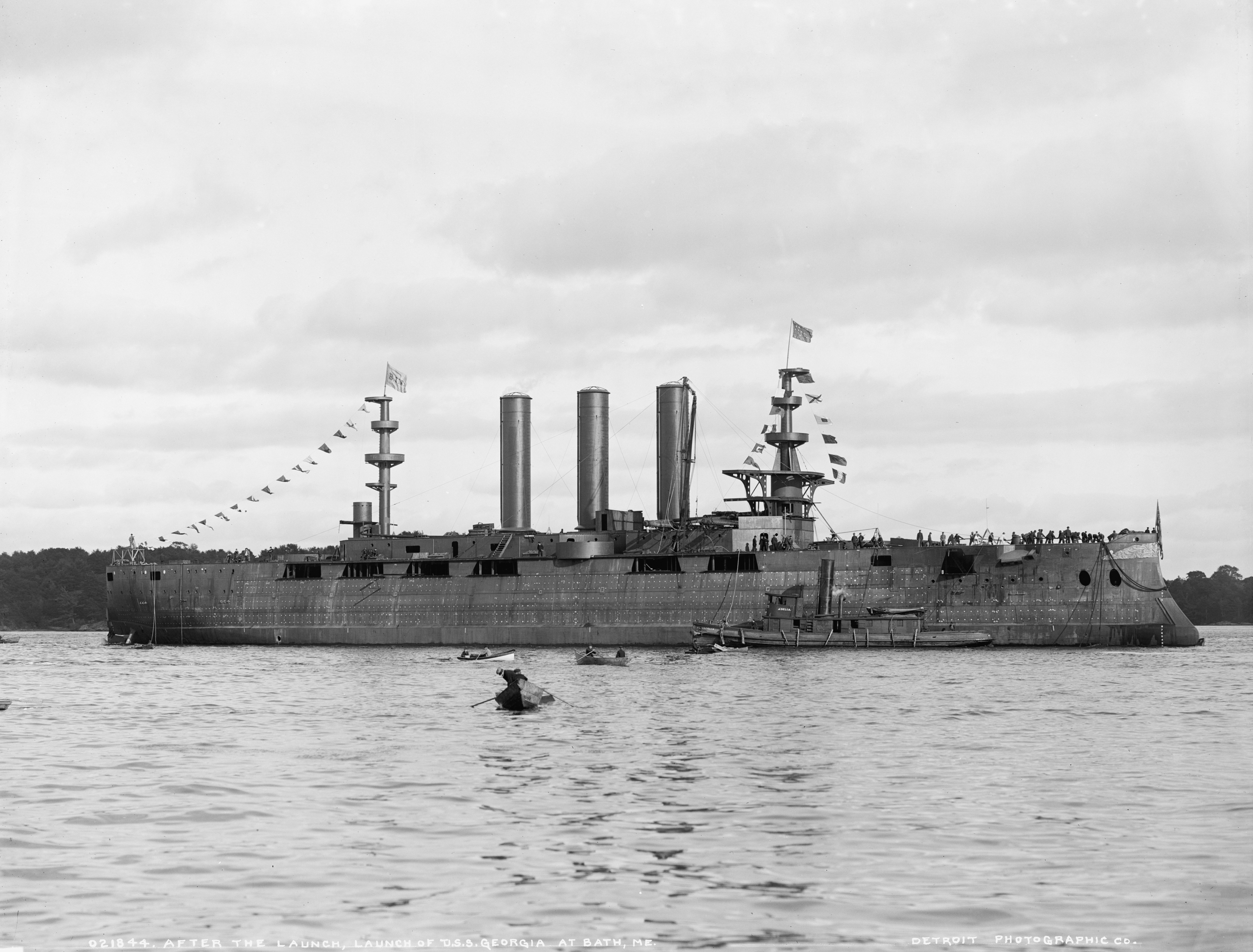
USS Georgia nog in afbouw

In 1899 nam Generaal Hyde, lijdend aan de ziekte van Bright waar hij later dat jaar aan zou overlijden, ontslag uit de directie en liet de leiding over aan zijn zoons Edward en John. Dat jaar begon de werf aan de bouw van de USS Georgia het enige slagschip gebouwd in Bath. Het schip domineerde de werf gedurende vijf jaar tot aan de tewaterlating in 1904 en was soms het enige schip in aanbouw. De werf had vele uitdagingen door het gewicht van de bepantsering en wapens. In proeven op zee haalde de Georgia een gemiddelde snelheid van 19,26 knopen gedurende vier uur, waarmee ze het snelste schip van haar klasse en snelste slagschip van de US Navy was.
Het bedrijf bleef vertrouwen op contracten van de US Navy, welke 86% van de waarde van nieuwe contracten beheersten tussen 1905 en 1917. De werf produceerde ook vistrawlers, vrachtschepen en jachten gedurende de eerste helft van de eeuw.
Tijdens de Tweede Wereldoorlog werden bijna uitsluitend torpedobootjagers gebouwd. In 1943-1944 werd er elke 17 dagen een torpedobootjager tewatergelaten. In de figuur hieronder een overzicht van de productie in de oorlogsjaren.
| Omschrijving                      | 1940 | 1941 | 1942 | 1943 | 1944 | 1945 | 1946 |
| --------------------------------- | ---- | ---- | ---- | ---- | ---- | ---- | ---- |
| Gleavesklasse (1.630 ton)         | 4    | 3    | 1    |      |      |      |      |
| Fletcherklasse (2.100 ton)        |      |      | 11   | 20   |      |      |      |
| Allen M. Sumnerklasse (2.200 ton) |      |      |      |      | 20   |      |      |
| Gearingklasse (2.250 ton)         |      |      |      |      | 2    | 19   | 7    |

Direct na de oorlog werden minder marineschepen besteld en richtte de werf zich op de bouw van schepen voor commerciële rederijen. Een order van de Franse regering voor 31 trawlers, afgeleverd in 1948 en 1949, heeft de werf geholpen in de eerste naoorlogse jaren. De marine kwam begin jaren 50 weer terug met nieuwbouworders en is nadien een belangrijke klant van de werf gebeleven. Vanwege de hoge productiekosten en de opkomst van scheepswerven in lagelonenlanden namen de nieuwbouworders af. In 1981 bestelde Falcon Transport twee tankers, de laatste commerciële schepen gebouwd door BIW.
In 1988 overleefde de USS Samuel B. Roberts (FFG-58) een mijnexplosie die een gat in de romp sloeg van de machinekamer en zette twee compartimenten onder water. De volgende twee jaren repareerde BIW de Roberts op een unieke manier. Het fregat werd naar het droogdok in Portland gesleept en op blokken gezet. Daar werd de beschadigde machinekamer ertussenuit gesneden. Ondertussen werd er in Bath een 315 ton vervangstuk gebouwd. Toen dat klaar was, werd het stuk naar het droogdok gedreven, onder de Roberts geplaatst, op de juiste plek getild en vastgelast. Door het overleven van zo een aanval waarvan door de Naval Sea Systems Command gedacht werd dat het schip zou zinken, bewees de kracht van het ontwerp van de Oliver Hadard Perry-klasse, de grootste klasse van de US Navy na WOII, tot de Arleigh Burkeklasse, en rechtvaardige het ongewone besluit van de Navy om ze bij BIW te laten ontwerpen en bouwen. 
In 1995 werd General Dynamics de nieuwe eigenaar van de werf. De verkopers waren Prudential Insurance en Gibbons Goodwin & van Amerongen. Deze financiële partijen hadden de werf in 1986 overgenomen voor ongeveer 0,5 miljard dollar. Bath Iron Works telde op het moment van de overname zo’n 8300 medewerkers. General Dynamics betaalde 300 miljoen dollar voor de werf en breidde hiermee de scheepsbouwactiviteiten uit, voor de overname maakte het bedrijf bijna uitsluitend onderzeeboten. BIW had toen een orderportefeuille ter waarde van 2 miljard dollar met betrekking tot de bouw van Arleigh Burke torpedobootjagers. In de periode 1991-2008 heeft de werf 34 schepen van de Arleigh Burkeklasse aan de marine geleverd.
In 2001 beëindigde BIW een vierjarenplan voor het bouwen van een enorm betonnen platform, de land Level Transfer Facility, voor de uiteindelijke assemblage van de schepen. In plaats van gebouwd op een helling, zodat ze het water in kunnen glijden bij de tewaterlating, worden de rompen via spoor horizontaal naar een beweegbaar droogdok verplaatst. Dit reduceert veel werk van het bouwen en tewaterlaten van schepen.
In februari 2009 startte de werf met de bouw van het eerste nieuwe schip van de Zumwalt (DDG 1000) klasse.

## Bekende schepen gebouwd door BIW
- Virginiaklasse slagschepen

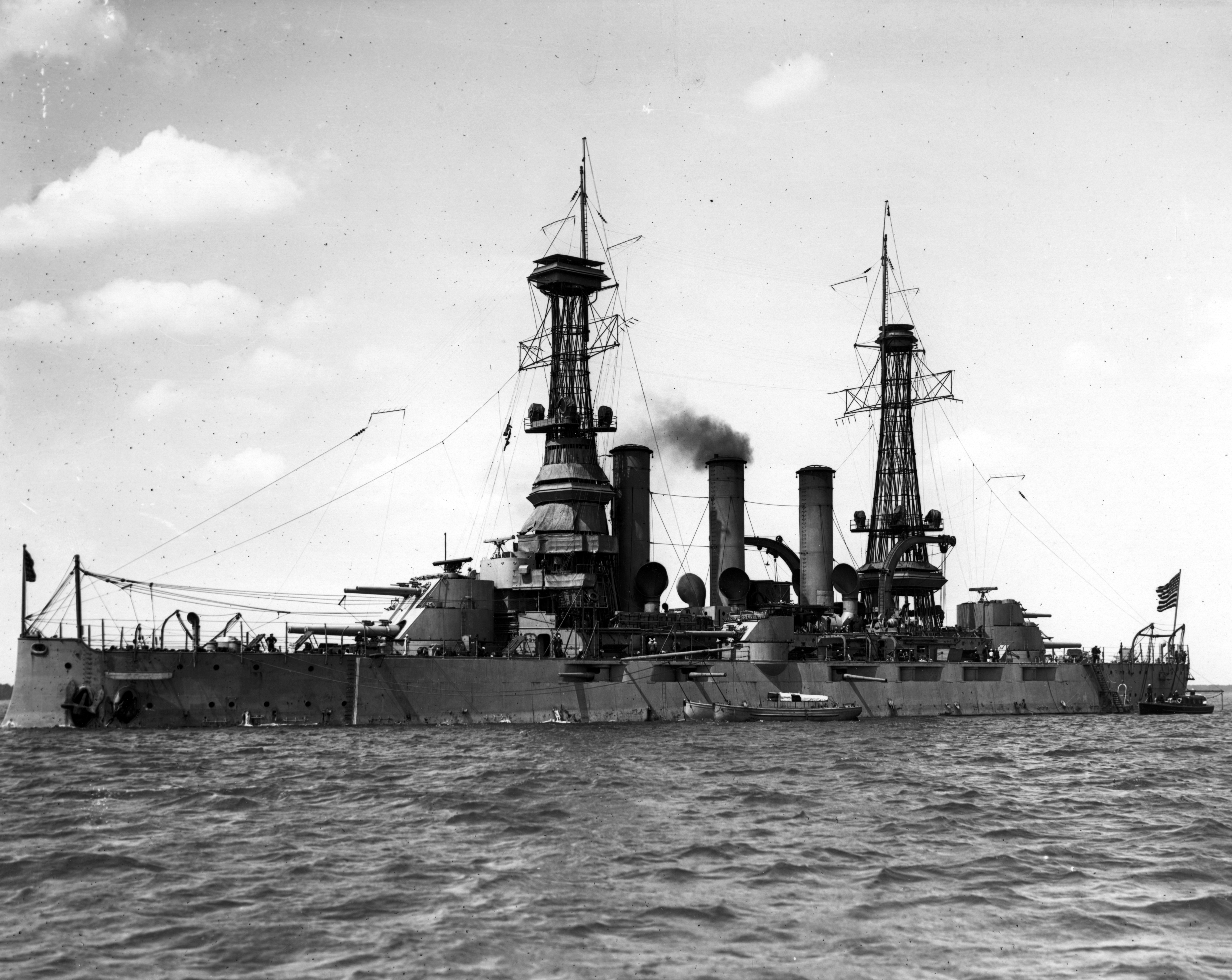
USS Virginia (BB-15)

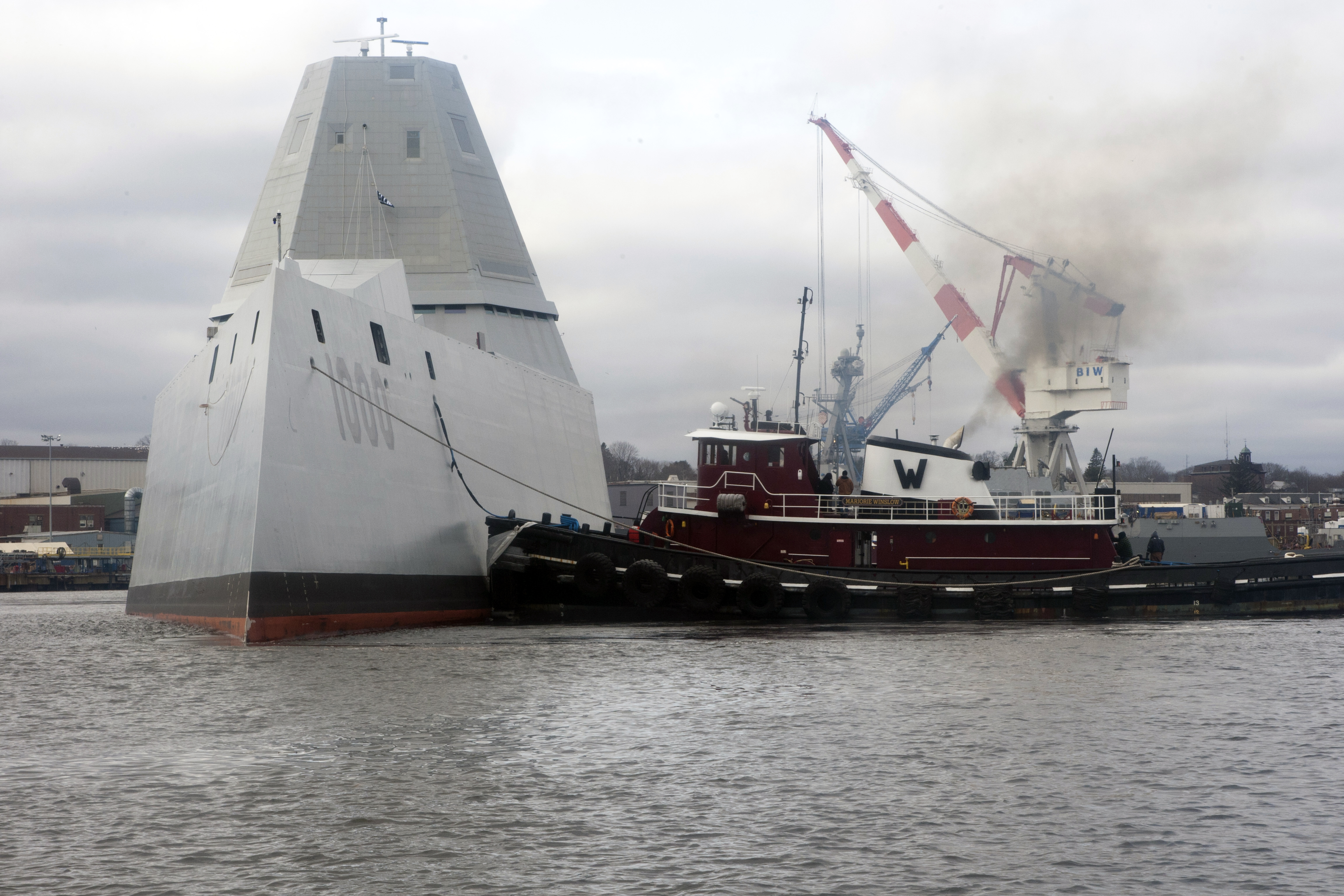
USS Zumwalt verlaat de kade van Bath Iron Works (2016)

  - USS Georgia (BB-15), tewatergelaten in 1904
- Oliver Hazard Perry-klasse fregatten
  - USS Samuel B. Roberts (FFG-58), tewatergelaten in 1984 en gerepareerd na beschadigd te zijn door een mijn in 1988
  - USS Simpson (FFG-56), tewatergelaten op 31 augustus 1984. Een van de twee schepen van de Navy in huidige dienst welke een vijandelijk schip hebben vernietigd met wapens op het schip, de ander is de USS Constitution
- Arleigh Burkeklasse
  - USS Arleigh Burke (DDG-51), in dienst 4 juli 1991
  - USS Bainbridge (DDG-96), tewatergelaten in 2005
  - USS Gridley (DDG-101), tewatergelaten in 2006
- Zumwaltklasse
  - USS Zumwalt (DDG-100)